# August von Königsdorff
August Freiherr von Königsdorff (geb. 1783; gest. 1854) war ein preußischer Landrat.

Wappen der Grafen von Königsdorff

## Herkunft und Leben
August Freiherr von Königsdorff war Angehöriger des schlesischen Adelsgeschlechts Königsdorff. Er war der Sohn von Ludwig Carl Freiherr von Königsdorff (1743–1807), der 1798 in den preußischen Grafenstand erhoben worden war und Erbherr auf Koberwitz und Guckelwitz war und dessen Ehefrau Maximiliane (1749–1809), geb. von Königsdorff. August von Königsdorff folgte 1819 Karl Theodor von Nimptsch als Landrat des Landkreises Breslau. Das Amt als Landrat übte er bis zum Jahr 1853 aus, Nachfolger wurde August von Ende.

## Persönliches
August von Königsdorff hatte einen älteren Bruder Carl Ludwig Silvius Wilhelm von Königsdorff (1773–1841), der zwischen 1805 und 1809 Landrat des Kreises Grottkau war.